# Liste der Kulturdenkmäler in Berscheid
In der Liste der Kulturdenkmäler in Berscheid sind alle Kulturdenkmäler der rheinland-pfälzischen Ortsgemeinde Berscheid aufgeführt. Grundlage ist die Denkmalliste des Landes Rheinland-Pfalz (Stand: 27. Juni 2022).

## Einzeldenkmäler
| Bezeichnung                           | Lage               | Baujahr         | Beschreibung | Bild |
| ------------------------------------- | ------------------ | --------------- | --- | ---- |
| Hofanlage                             | Dorfstraße 9 Lage  | 19. Jahrhundert | Hofanlage, 19. Jahrhundert; Wohnhaus, ehemals mit vierachsigem Wohnteil und zweiachsigem Backhaus mit Altenteil, um 1810, Erweiterung 1866, Stallscheune bezeichnet 1830, Wirtschaftsgebäude im Kern wohl älter | BW   |
| Katholische Filialkirche St. Bernhard | Dorfstraße 10 Lage | 1773            | barocker Saalbau mit Dachreiter, bezeichnet 1773; mit Ausstattung; in der Kirchhofsmauer Grabstein und Grabkreuze, Schiefer, zwischen 1820 und 1855                                                             | BW   |